# Diagoniella
Diagoniella (Rauff, 1894) è un genere fossile di spugne vitree del Cambriano inferiore - Siluriano inferiore, rinvenuto nelle formazioni geologiche della Cina (Anhui), del Canada (Columbia Britannica, Quebec), degli U.S.A. (Utah, Nevada) e del Portogallo.

## Descrizione
Erano spugne marine  di aspetto ovoide o vasiforme, con ampio osculo, e vivevano fissate al substrato mediante un ciuffo di lunghe spicole radicolari.
Presentavano un caratteristico reticolo di spicole stauractine cruciformi, non saldate tra loro, le
quali formavano un singolo strato protettivo disposto diagonalmente rispetto all'asse verticale della spugna (da cui  il nome del genere).
L'intera superficie della spugna era ricoperta di numerose e corte spicole rabdodiactine, le quali divenivano più lunghe sul bordo dell'osculo formando una corona.
Le dimensioni massime potevano raggiungere i 15 cm. in lunghezza e i 7 cm. in larghezza.
Questo genere è simile a Protospongia ma ne differisce per la diversa orientazione delle maglie del reticolo.
Spesso si rinvengono esemplari interi.